# Hypoplectrus castroaguirrei
Hypoplectrus castroaguirrei, thường được gọi là cá mú trắng Veracruz, là một loài cá biển thuộc chi Hypoplectrus trong họ Cá mú. Loài này được mô tả lần đầu tiên vào năm 2012.

## Phân bố và môi trường sống
H. castroaguirrei có phạm vi phân bố ở Tây Bắc Đại Tây Dương. Loài cá này chỉ được tìm thấy duy nhất tại một rạn san hô nhỏ nằm ngoài khơi Veracruz trong vịnh Campeche (Mexico). H. castroaguirrei được thu thập ở độ sâu khoảng 12 m trở lại.

## Bị đe dọa
H. castroaguirrei đang đối mặt với nguy cơ mất môi trường sống rạn san hô. Trong khoảng thời gian từ năm 1965 đến 1999, độ che phủ của san hô ngoài khơi Veracruz đã mất đi 17% do các tác động từ con người như sự cố tràn nhiên liệu, hoạt động vận chuyển thương mại qua vùng biển được bảo vệ và ô nhiễm dòng nước. Chính phủ Mexico cũng đang tìm cách mở rộng cảng Veracruz, điều này sẽ ảnh hưởng trực tiếp đến môi trường sống của các rạn san hô nơi đây

## Từ nguyên
Loài cá này được đặt theo tên của nhà ngư học người Mexico, tiến sĩ José Luis Castro-Aguirre.

## Mô tả
Mẫu vật có chiều dài cơ thể lớn nhất ở H. castroaguirrei với kích thước được ghi nhận là 15 cm. Cơ thể và đầu đều có màu trắng kem với nhiều đường sọc mảnh màu xanh lơ trên đầu và quanh mắt. Bên dưới mắt có một đốm đen hình tam giác. Vây hậu môn, vây đuôi và vây bụng có màu vàng sáng; vây ngực có màu vàng rất nhạt; vây lưng có màu vàng nhạt với các vân sọc màu xanh lam. Cuống đuôi có một đốm đen rất lớn.
Số gai ở vây lưng: 10; Số tia vây mềm ở vây lưng: 15; Số gai ở vây hậu môn: 3; Số tia vây mềm ở vây hậu môn: 7; Số gai ở vây bụng: 1; Số tia vây mềm ở vây bụng: 5; Số tia vây mềm ở vây ngực: 13; Số vảy đường bên: 55 - 57; Số lược mang: 17 - 23.
Thức ăn của H. castroaguirrei chủ yếu là tôm và cá.